# Nationale Universität Uschhorod
Die Nationale Universität Uschhorod (ukrainisch Ужгородський національний університет) ist eine Universität in der westukrainischen Stadt Uschhorod, unweit der slowakischen Grenze. Laut internationalem Times-Higher-Education-Ranking 2024 belegt die Universität einen Rang zwischen 1001 und 1500 in der Liste der weltbesten Universitäten.

## Geschichte

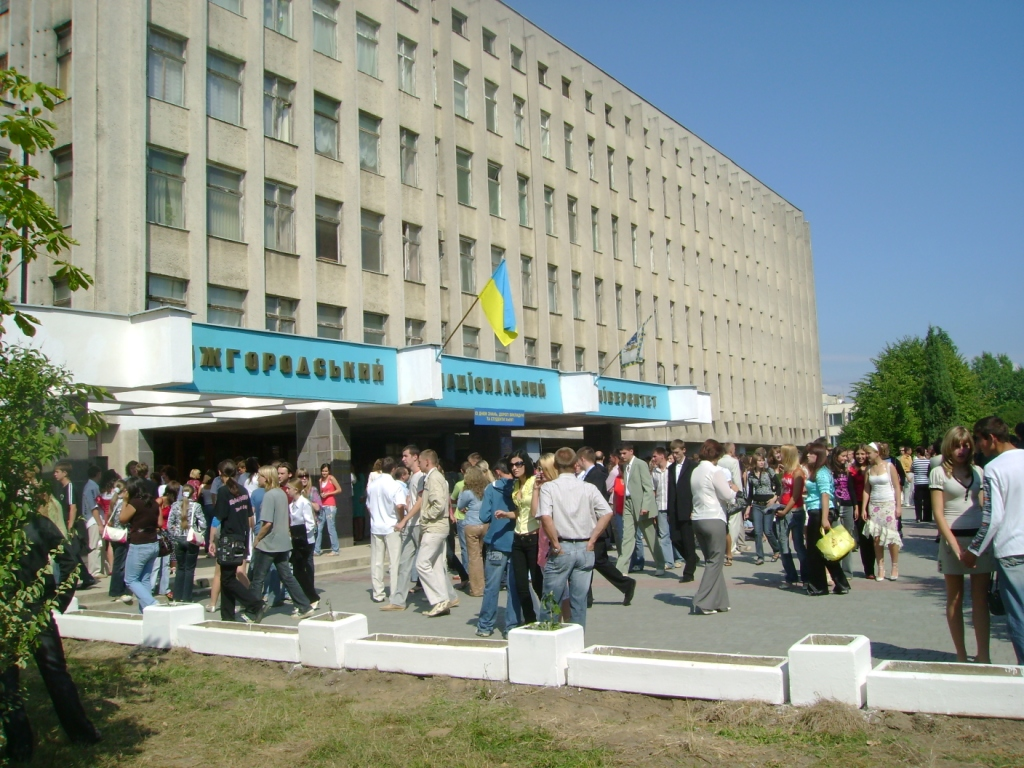
Hauptgebäude der Universität im Jahr 2007

Bereits im 19. Jahrhundert und frühen 20. Jahrhundert gab es mehrere erfolglose Bestrebung eine höhere Lehranstalt in Uschhorod zu etablieren. Erst kurz nach der Befreiung Uschhorods im Dezember 1944 wurde das Vorhaben, eine Hochschule in Transkarpatien zu gründen, wieder konkret.
Der 18. Oktober 1945 gilt als offizielles Gründungsdatum der Staatlichen Universität Uschhorod. An diesem Tag verabschiedeten der Rat der Volkskommissare der Ukrainischen Sozialistischen Sowjetrepublik und das Zentralkomitee der Kommunistischen Partei der Ukraine den gemeinsamen Beschluss über die Eröffnung der staatlichen Universität in Uschhorod. In diesem Erlass heißt es unter anderem, dass die staatliche Universität in Uschhorod mit einer historischen, philologischen, biologischen und medizinischen Fakultät zu gründen sei. In den folgenden Jahren erfolgte die Eröffnung weiterer Fakultäten. In der Sowjetzeit wurden schwerpunktmäßig Natur- und Ingenieurswissenschaften gefördert, indem neue spezielle Institute und Abteilungen ins Leben gerufen wurden.
Als die Ukraine im Jahr 1991 die Unabhängigkeit erlangte, konnte sich die Universität international neu ausrichten und bestimmten Studiengänge internationalen Standards angeglichen werden. 1992 stellte die Universität auf das zweistufige Ausbildungssystem (Bachelor und Master) um. Des Weiteren wurden weitere Fakultäten und Institute gegründet. Im Jahr 2000 erhielt die Universität per Dekret des ukrainischen Präsidenten den sogenannten „nationalen Status“ und wurde in Nationale Universität Uzhhorod umbenannt. Auch nach dem russischen Überfall auf die Ukraine bleibt die Universität geöffnet, Lehre und Forschung werden fortgesetzt. Derzeit sollen etwa 13.000 Studenten eingeschrieben sein.

## Fakultäten
Die Universität ist in 20 Fakultäten gegliedert:
- Fakultät für Biologie
- Fakultät für Geographie
- Fakultät für Wirtschaftswissenschaften
- Fakultät für Ingenieurwissenschaften
- Medizinische Fakultät
- Medizinische Fakultät №2
- Fakultät für Zahnmedizin
- Fakultät für Gesundheitswesen
- Fakultät für Fremdsprachliche Philologie
- Fakultät für Informationstechnologien
- Fakultät für Geschichte und Internationale Beziehungen
- Fakultät für Mathematik und digitale Technologien
- Fakultät für Internationale Wirtschaftsbeziehungen
- Fakultät für postgraduale und voruniversitäre Bildung
- Fakultät für Sozialwissenschaften
- Fakultät für Tourismus und Internationale Kommunikation
- Fakultät für Physik
- Fakultät für Philologie
- Fakultät für Chemie
- Juristische Fakultät

## Berühmte Studenten und Professoren
- Enwer Ablajew, ehemaliger ukrainischer Freestyle-Skier und heutiger Trainer
- Wassyl Chymynez, ukrainischer Diplomat
- Annamari Dantscha, ukrainische Snowboarderin
- Alen Panow, ukrainischer Diplomat, Jurist und Universitätsprofessor
- Mykola Polischtschuk, ukrainischer Mediziner und Politiker
- Attila Vidnyánszky, ukrainisch-ungarischer Theaterregisseur und -intendant